# Petras Janulevičius
Petras Janulevičius war ein litauischer Fußballspieler. 

## Karriere
Petras Janulevičius spielte in seiner Fußballkarriere beim LFLS Kaunas. Im Jahr 1927 und 1932 konnte er mit der Mannschaft die Litauische Meisterschaft gewinnen. Zwischen 1927 und 1932 absolvierte Janulevičius acht Länderspiele für die Litauische Fußballnationalmannschaft. Im Jahr 1931 nahm er mit der Nationalmannschaft am Baltic Cup teil und kam zweimal zum Einsatz. Er absolvierte zudem fünf Freundschaftsspiele und ein Spiel in der Qualifikation für die Weltmeisterschaft 1934 gegen Schweden. Als Basketballspieler war er ebenso aktiv.